# Multicast
Multicast (англ. групова передача) — спеціальна форма телевізійного чи іншого мовлення, при якій копії пакетів надсилаються певній підмножині адресатів. Термін multicast найчастіше застосовується, коли мова йде про надання відео потоку або IP телефонії через інтернет. Окремі випадки Multicast, це unicast — потік даних йде певному вузлу, і broadcast — широкомовна розсилка, коли потік даних йде до всіх вузлів мережі без вибору.

## IP Multicast
Технологія IP Multicast використовує адреси з 224.0.0.0 по 239.255.255.255. Підтримується статична та динамічна адресація. Прикладом статичних адрес є 224.0.0.1 — адреса групи, що включає в себе всі вузли локальної мережі, 224.0.0.2 — всі маршрутизатори локальної мережі. Діапазон адрес з 224.0.0.0 по 224.0.0.255 зарезервований для протоколів маршрутизації. Інші адреси використовуються додатками.
IP Multicasting регулюється RFC1112 та зарезервовано наступні адреси [Архівовано 7 вересня 2014 у Wayback Machine.] за переліком IANA.